# 玫瑰盔魚
玫瑰盔魚，為輻鰭魚綱鱸形目隆頭魚亞目隆頭魚科的其中一種，分布於中東太平洋的土阿莫土群島、皮特凱恩群島、庫克群島等海域，棲息深度12-18公尺，體長可達19.8公分，棲息在礁石區，生活習性不明。

## 擴展閱讀
維基物種上的相關：玫瑰盔魚